# 150 pr. n. št.

## Dogodki
- Parti zavzamejo Medijo.

## Smrti
- Demetrij I. Soter, vladar Selevkidskega cesarstva (* 185 pr. n. št.)